# Rasaq
Rasaq Seriki (født i 1981 i Houston, Texas) eller bedre kendt som Rasaq er en amerikansk rapper. Han er lillebror til rapperen Chamillionaire og medlem i Chamillitary. Han arbejdede sammen med sin ældre bror og Lil' Wayne på sangen "Fly as the Sky" fra brorens debutalbum, The Sound Of Revenge. Rasaq udgav sit eget debutalbum, Royal Green Reloaded den 19. juni 2007 i USA.